# Bernard Island
Bernard Island är en ö i Kanada.   Den ligger i territoriet Northwest Territories, i den norra delen av landet, 3 900 km nordväst om huvudstaden Ottawa. Arean är 39 kvadratkilometer.
Terrängen på Bernard Island är platt. Öns högsta punkt är 50 meter över havet. Den sträcker sig 7,9 kilometer i nord-sydlig riktning, och 8,4 kilometer i öst-västlig riktning.
Trakten runt Bernard Island består i huvudsak av gräsmarker.